# MS Ziemia Zamojska
MS Ziemia Zamojska (IMO 8207745, MMSI 457119000) – statek typu masowiec, zbudowany w argentyńskiej stoczni Astilleros Alianza w 1984 roku z przeznaczeniem dla Polskiej Żeglugi Morskiej.
Masowiec zwodowany został 2 lutego 1984 roku w Buenos Aires, a jego matką chrzestną została Janina Gąsiorowska pochodząca z Zamościa. Gąsiorowska została wybrana na tę funkcję w drodze plebiscytu w „Tygodniku Zamojskim”. Podniesienie polskiej bandery na statku nastąpiło 17 września 1984 roku w Szczecinie.   
Przez 28 lat statek pływał pod banderą Polskiego Żeglugi Morskiej w Szczecinie, a dzięki specjalnej konstrukcji został dostosowany do skomplikowanego systemu śluz na Wielkich Jeziorach Ameryki Północnej.
Nazwa statku związana jest z Zamościem – miastem, które sprawuje nad nim patronat (na dziobie ma herb miasta).
W sierpniu 2003 roku statek zmienił banderę polską na „tanią banderę” Wysp Marshalla,  a od 2012 jeziorowiec nosi nazwę Sakhalin i pływał pod banderą Mongolii.